# Suhihandia
Die Suhihandia ist ein Fluss in Frankreich, der im Département Pyrénées-Atlantiques in der Region Nouvelle-Aquitaine verläuft. Sie entspringt unter dem Namen Ebasuneko Erreka beim Weiler Piapotenea, im westlichen Gemeindegebiet von Hasparren, entwässert generell in nordöstlicher Richtung und mündet nach rund 21 Kilometern im Gemeindegebiet von Urt als linker Nebenfluss in die Joyeuse, die manchmal auch als Aran bezeichnet wird. In ihrem Unterlauf wird die Suhihandia von der Autobahn A64 begleitet.

## Bezeichnung des Flusses
Der Fluss ändert in seinem Verlauf mehrfach seinen Namen. Es sind dies (gesehen in Fließrichtung)
- Ebasuneko Erreka
- Mendihaltzuko Erreka
- Suhihandia

## Orte am Fluss
(Reihenfolge in Fließrichtung)
- Saint Martin Harriague, Gemeinde Hasparren
- Hasparren
- Aldabidea, Gemeinde Hasparren
- Uhagunea, Gemeinde Briscous
- Behereko Eihera, Gemeinde Briscous
- Le Bedat, Gemeinde Urt